# Krukan (film)
Krukan (persiska: خمره; khomreh) är en iransk dramafilm från 1992 regisserad av Ebrahim Forouzesh.

## Handling
Filmen utspelar sig i ett ökenområde i Iran 1967. Några skolbarns vattenkruka har sprungit läck, reparationen misslyckas och vattenbrist hotar. Man startar en insamling för att kunna köpa en ny, men byborna sprider falska rykten för att kunna behålla pengarna själva.

## Medverkande
- Behzad Khodaveisi – läraren
- Fatemeh Azrah – Khavar
- Alireza Haji-Ghasemi
- Ramazan Molla-Abbasi
- Hossein Balai
- Abbas Khavaninzadeh
- A.R. Vaziri
- Sakineh Mehrizi
- Shamsaddin Reza Olfat
- Asghar Bahri

## Utmärkelser
- 1994 – Guldleoparden, Ebrahim Forouzesh
- 1994 – São Paulos internationella filmfestival, internationella juryns pris, Ebrahim Forouzesh